# Franciszek Antoni Wiza
Franciszek Antoni Wiza, Francis Anthony Wiza, (ur. 28 lutego 1916 w Lubece, zm. 12 grudnia 1956 w New South Wales) – porucznik pilot Polskich Sił Powietrznych w Wielkiej Brytanii.

## Życiorys
Po upadku Francji przedostał się do Anglii, gdzie po przeszkoleniu otrzymał numer służbowy P-1099. Latał w dywizjonach myśliwskich 315, 316 i 302.
W dywizjonie 315 służył od października 1942 do marca 1945.
F.A. Wiza odszedł z RAF w 1947. Wyjechał do Australii, gdzie przybył 17 marca 1948. Był pilotem w New Holland Airways.

## Zwycięstwa powietrzne
Na liście Bajana figuruje na 73. pozycji z 3 zniszczonymi samolotami, 1 prawdopodobnie i 2 uszkodzonymi.
Chronologiczny wykaz zwycięskich walk powietrznych
Zestrzelenia pewne:
- Fw-190 – 22 sierpnia 1943

Zestrzelenia prawdopodobne:
- Fw-190 – 19 sierpnia 1943

Uszkodzenia:
- Fw-190 – 19 sierpnia 1943
- Fw-190 – 22 sierpnia 1943

## Odznaczenia
- Polowa Odznaka Pilota
- Krzyż Walecznych – dwukrotnie
- Medal Lotniczy – trzykrotnie[2]
- brytyjski Distinguished Flying Cross